# أوكتافيو دوتيل
أوكتافيو إدواردو دوتيل دياز (25 نوفمبر 1973 – 8 أبريل 2025) كان لاعب بيسبول محترف دومينيكي، لعب 15 موسماً في دوري كرة القاعدة الرئيسي (MLB). لعب ل13 فريقاً في دوري كرة القاعدة الرئيسي، وهو ثاني أكبر عدد من الفرق التي لعب لها أي لاعب في التاريخ. قضى دوتيل معظم مسيرته كمرسل الكرة، بما في ذلك عدة فترات كارامي ختامي، حيث سجل 109 من الإنقاذات.
فاز دوتيل ببطولة سلسلة العالم لكرة القاعدة لعام 2011 وهو يلعب مع فريق سانت لويس كاردينالات. كعضو في فريق ديترويت تايجرز في عام 2012، سجل الرقم القياسي لكونه لعب مع أكبر عدد من الفرق في الدوري الكبير، والذي استمر حتى عام 2019.

## حياته الشخصية ووفاته
في نوفمبر 1993، وبعد فترة وجيزة من توقيع دوتيل أول عقد له مع فريق نيويورك ميتس، قُتل والده إميليو دوتيل البالغ من العمر 53 عامًا، اثناء استقلاله سيارة أجرة في طريق عودته من العمل، فتعرض للسرقة والقتل. عُثر على جثة والده في اليوم التالي على بُعد 8 كيلومترات (5 أميال) من منزله في سانتو دومينغو. كان لإميليو وزوجته ماريا ماجدالينا دوتيل ثلاثة أبناء وابنتان.
كان دوتيل متزوجاَ من ماسيل جافير.
في أغسطس 2019، أُلقي القبض على دوتيل بتهم تتعلق بالاتجار بالمخدرات وغسيل الأموال، كما وُجهت اتهامات مماثلة إلى لاعب كرة قدم الأمريكية لويس كاستيلو.
في وقت لاحق من ذلك الشهر، برأ القاضي دوتيل وكاستيلو من تهم غسيل الأموال. وقت وفاته، كان دوتيل لا يزال يواجه تهمة حيازة سلاح غير قانوني وقت إلقاء القبض عليه.
توفي دوتيل في 8 أبريل 2025، متأثراً بإصابات لحقت به في انهيار سقف ملهى جيت سيت الليلي في سانتو دومينغو، عن عمر يناهز 51 عاماً. كما توفى زميله لاعب البيسبول الدومينيكي توني بلانكو في كارثة الملهى الليلي. دفن دوتيل في سانتو دومينغو في 10 أبريل 2025.